# Thorectes intermedius
Thorectes intermedius is een keversoort uit de familie mesttorren (Geotrupidae). De wetenschappelijke naam van de soort werd in 1839 gepubliceerd door Costa.